# Ponana bera
Ponana bera är en insektsart som beskrevs av Delong och Freytag 1967. Ponana bera ingår i släktet Ponana och familjen dvärgstritar. Inga underarter finns listade i Catalogue of Life.